# رمضان 1442 هـ
رمضان لسنة 1442 هـ يبدأ يوم الثلاثاء من غرة رمضان يوم 13 أبريل 2021 ويستمر 30 يوما لينتهي في يوم 12 مايو 2021.

## الهلال
- السبت
- الأحد
- الاثنين
- الثلاثاء
- الأربعاء
- الخميس
- الجمعة

- 28
10
- 29
11
- 30
12
- 1
13
- 2
14
- 3
15
- 4
16
- 5
17
- 6
18
- 7
19
- 8
20
- 9
21
- 10
22
- 11
23
- 12
24
- 13
25
- 14
26
- 15
27
- 16
28
- 17
29
- 18
30
- 19
1 مايو
- 20
2
- 21
3
- 22
4
- 23
5
- 24
6
- 25
7
- 26
8
- 27
9
- 28
10
- 29
11
- 30
12
- 1
13
- 2
14

دعت المحكمة العليا إلى تحري رؤية هلال شهر رمضان مساء الأحد 29 شعبان 1442هـ، حسب تقويم أم القرى، الموافق 11 أبريل 2021. في مساء الأحد، اعلنت المحكمة العليا السعودية تعذر رؤية هلال شهر رمضان لهذا العام مساء اليوم (الأحد)، وستعقد يوم الاثنين جلسة لإصدار قرار بهذا الشأن.

## السعودية
في يوم الاثنين 30 شعبان 1442هـ، أعلن الديوان الملكي السعودي، بأن دائرة الأهلة في المحكمة العليا قررت أن يوم الثلاثاء 1-9-1442هــ ـ حسب تقويم أم القرى ـ الموافق 13 أبريل 2021م، هو غرة شهر رمضان المبارك لهذا العام 1442هـ.

## جائحة فيروس كورونا
رمضان 1442، هو ثاني شهر لرمضان يمر في ظل انتشار جائحة كورونا عالمياً.

## صلاة التراويح في الحرمين
أعلنت الرئاسة العامة لشؤون المسجد الحرام والمسجد النبوي صدور موافقة خادم الحرمين الشريفين الملك سلمان بن عبد العزيز على إقامة صلاة التراويح في الحرمين الشريفين وتخفيفها إلى خمس تسليمات مع استمرار الإجراءات التنظيمية والاحترازية التي أعدتها رئاسة شؤون الحرمين والجهات المشاركة في خدمة ضيوف الرحمن خلال شهر رمضان المبارك. وتسخير كافة السبل لتمكين ضيوف الرحمن من أداء النسك والعبادات في بيئة صحية آمنة ومستوفية لكافة المعايير الصحية العالمية المتبعة في مجالات مكافحة العدوى.